# Pentarthrum blackburni
Pentarthrum blackburni foi uma espécie de escaravelho da família Curculionidae.
Foi endémica dos Estados Unidos da América.